# Justervæsenet
Justervæsenenet var en dansk offentlig myndighed 1909-1982, der tog sig af administrationen af måle- og vejeenheder i Danmark.
Med hjemmel i lov nr. 124 af 4. maj 1907 om indførelse af det metriske system for mål og vægt  oprettedes  i 1909 et statsligt Justervæsen under ledelse af en justerdirektør.
Efter denne lov afprøvede og lovliggjorde Justervæsenet de instrumenter, der måtte anvendes ved omsætning af varer; dels ved at godkende konstruktioner af måleinstrumenter, dels ved at gennemføre justering før ibrugtagning af måleinstrumenter.
Justervæsenet blev i 1980 en del af Dantest og blev endeligt nedlagt i 1982.
| Enheder | Spire Denne artikel om standarder og måleenheder er en spire som bør udbygges. Du er velkommen til at hjælpe Wikipedia ved at udvide den. |